# ديكيموبوتزو
ديكيموبوتزو ، (بالإنجليزية: Decimoputzu)‏، (سردينيا: Deximuputzu أو Deximu de Putzu)، هي بلدية من حوالي 4000 نسمة في مقاطعة جنوب سردينيا، في المنطقة الإيطالية سردينيا، وتقع على بعد حوالي 20 كيلومترا (12 ميل) شمال غرب كالياري.

## السكان
في سنة 1861 بلغ عدد السكان 1٬253 نسمة، وتطور العدد ليصل في سنة 2011 لـ 4٬315 نسمة.
يظهر هذا المخطط البياني تطور النمو السكاني لـ ديكيموبوتزو